# Зосима Созопольский
Зосима (греч. Ζωσιμος) — христианский мученик, казненный в Сполето, Умбрия, Италия, во время правления императора Траяна. Его день памяти — 19 июня.

## Биография
Зосима родился в Греции в 93 году. Во время царствования императора Траяна стал воином и проживал в городе Аполлонии (Писидия).
В первый век правления император Траян издал указ, по которому преследовались христиане. Услышав о преследовании христиан, Зосима решил оставить военную службу, принять крещение и присоединиться к христианам. Правителю города Аполлонии (Писидия) Антиохии Писидийской Домициану было доложено о поступке Зосимы. Посчитав этот поступок неуважением к императору Траяну, Домициан предал Зосиму суду, а впоследствии мукам и пыткам.